# 748
748(칠백사십팔)은 747보다 크고 749보다 작은 자연수다.

## 수학
- 합성수로, 그 약수는 총 12개다. (1, 2, 4, 11, 17, 22, 34, 44, 68, 187, 374, 748)
  - 748의 진약수의 합은 764이므로, 748은 과잉수다.
- 62번째 불가촉수다. 앞의 불가촉수는 738, 다음은 750이다.
- {\displaystyle 748=4^{3}+5^{3}+6^{3}+7^{3}}
  - 연속하는 네 자연수의 세제곱합으로 나타낼 수 있으며, 이 성질을 지닌 앞의 수는 432, 다음 수는 1196이다.
- {\displaystyle 67^{2}-1}은 748로 나누어떨어진다.

## 과학
- NGC 748: 고래자리 방향에 있는 나선은하.

## 교통

### 철도
- 서울 지하철 7호선 광명사거리역의 역번호.

### 도로
- 748번 미에현도(일본어판)

## 군사
- 748 해군 항공대(영어판): 과거 존재한 영국의 해군 항공대.
- U-748(영어판, 독일어판): 제2차 세계 대전에 사용된 나치 독일의 군용 잠수함.

## 문화유산
- 대한민국의 보물 제748호: 서울 경국사 목각아미타여래설법상

## 기타
- 연도: 748년, 기원전 748년